# Broch de Mousa
Le Broch de Mousa est un broch situé sur l'Île de Mousa, dans les Shetland, en Écosse. C'est le broch le mieux préservé qui nous soit parvenu, et il est également le plus haut encore debout, avec une hauteur de 13 mètres. C'est aussi l'un des bâtiments protohistoriques parmi les mieux conservés d'Europe. On estime qu'il a été construit vers l'an 100 av. J-C. Le site est actuellement géré par l'agence Historic Scotland. 
Son très bon état de conservation s'explique sûrement par ses proportions particulièrement massives et son caractère isolé, l'île de Mousa étant actuellement inhabitée. Il s'explique aussi par ses murs, parmi les plus larges qui soient, et à son diamètre inférieur aux autres brochs. En outre, il ne possède qu'une seule entrée.

## Description
Le broch de Mousa a l'un des plus petits diamètres hors tout de tous les brochs, ainsi que les parois de base les plus épaisses et l'un des plus petits espaces intérieurs. Il s'élève à 13,3 mètres de haut et est accessible via une seule entrée au niveau du sol. Une fois à l'intérieur, un visiteur peut monter un escalier intérieur jusqu'à une passerelle ouverte au sommet. C'est le seul broch qui est intact jusqu'en haut, y compris l'escalier intra-muros d'origine. Il est construit de pierres sèches sans mortier. L'entrée est sur le côté ouest, mais a été agrandie et modifiée par rapport à son aspect d'origine. Le couloir  d'entrée est de 5 mètres de long et exhibe encore les encoches pour la barre de fermeture.
À l'origine, il possédait deux planchers et donc deux étages faits en bois. Le broch possédait aussi un grand foyer rectangulaire.
À l'intérieur on aperçoit dans l'espace central un foyer et un réservoir. Il y a un petit banc de pierre sur le pourtour de la base de la paroi intérieure, qui doit avoir été une modification apportée très tôt à l'intérieur. Le broch a connu au moins deux phases d'occupation. Dans son état d'origine, il a pu contenir une rotonde en bois reposant sur les rebords de la corniche et probablement sur un anneau de poteaux prévus dans le plancher principal.

## Histoire ultérieure
Le broch de Mousa a continué à être utilisé au cours des siècles et est mentionné dans deux sagas scandinaves. Cela peut avoir été le moment où le couloir d'entrée a été prolongé vers le haut. La saga d'Egill, fils de Grímr le Chauve, raconte l'histoire d'un couple fuyant en Islande depuis la Norvège et se réfugiant dans le broch après le naufrage de leur bateau. La Orkneyinga saga rend compte du siège du broch par le comte Harald Maddadsson en 1153 à la suite de l'enlèvement de sa mère qui fut détenue à l'intérieur du broch.